# 33976 Van Wal
33976 Van Wal este o planetă minoră (asteroid), cu un diametru de 2,136 km, din centura de asteroizi. A fost descoperită pe 5 iulie 2000 la Stația Anderson Mesa de Lowell Observatory Near-Earth-Object Search. 
Obiectul prezintă o orbită caracterizată de o semiaxă mare de 2,2885011 UAi, o excentricitate de 0,14, o înclinație de 2,94058 ° în raport cu ecliptica.